# Шарафеев, Саид Мингазович
Саид Мингазович Шарафеев (3 января 1906 года, д. Псеево, Вятская губерния, Российская империя — 29 января 1975 года, Казань, РСФСР) — советский государственный деятель, председатель СНК-Совета Министров Татарской АССР (1943—1950 и 1957—1959).

## Биография
Родился в крестьянской семье. В 1924 г. окончил три курса Елабужского педагогического техникума, в 1951 г. — курсы первых секретарей обкомов, председателей облисполкомов и советов министров при ЦК ВКП(б), в 1955 г. — Высшую партийную школу при ЦК КПСС (заочно).
Член ВКП(б) с 1929 г.
- 1925—1926 гг. — секретарь Татарско-Сарсазского сельского совета Камаевской волости Елабужского кантона Татарской АССР,
- 1926—1927 гг. — делопроизводитель финансовой части Камаевского волосяного исполнительного комитета Елабужского кантона Татарской АССР,
- 1927—1929 гг. — заведующий финансовой части Салаушского волосяного исполнительного комитета Елабужского (с 1928 года — Челнинского) кантона Татарской АССР,
- 1929—1930 гг. — председатель Салаушского волосяного исполнительного комитета Челнинского кантона (с 1930 года — Красноборского района) Татарской АССР,
- 1930—1933 гг. — заведующий финансовым отделом исполнительного комитета  Красногорского районного совета депутатов трудящихся Татарской АССР,
- 1933—1936 гг. — заведующий финансовым отделом исполнительного комитета Арского районного совета депутатов трудящихся Татарской АССР,
- 1936—1937 гг. — председатель исполкома Ворошиловского районного совета депутатов трудящихся Татарской АССР,
- 1937—1942 гг. — народный комиссар финансов Татарской АССР,
- 1942—1943 гг. — заместитель председателя Совета Народных Комиссаров Татарской АССР,
- 1943—1950 гг. — председатель Совета Народных Комиссаров (с 1946 года — Совета Министров) Татарской АССР,
- 1950—1951 гг. — слушатель курсов первых секретарей обкомов, председателей облисполкомов и советов министров при ЦК ВКП(б),
- 1951—1957 гг. — министр финансов Татарской АССР,
- 1957—1959 гг. — председатель Совета Министров Татарской АССР.
- С 1959 года был на пенсии.

Избирался депутатом Верховного Совета СССР 1-3 и 5-го созывов, депутатом Верховного Совета Татарской АССР 1,2 и 4-го созывов.